# Wired Equivalent Privacy
WEP, acrònim de Wired Equivalent Privacy o "Privadesa Equivalent a Cablejat", és el sistema de xifrat inclòs en l'estàndard IEEE 802.11 com protocol per a xarxes Wireless que permet xifrar la informació que es transmet. Proporciona un xifrat a nivell 2, basat en l'algorisme de xifrat RC4 que utilitza claus de 64 bits (40 bits més 24 bits del vector d'iniciació IV) o de 128 bits (104 bits més 24 bits del IV). Els missatges de difusió de les xarxes sense fils es transmeten per ones de ràdio, el que els fa més susceptibles, enfront de les xarxes cablejades, de ser captats amb relativa facilitat. Presentat el 1999, el sistema WEP va ser pensat per a proporcionar una confidencialitat comparable a la d'una xarxa tradicional cablejada.
Començant en 2001, diverses debilitats serioses van ser identificades per analistes criptogràfics. Com a conseqüència, avui dia una protecció WEP pot ser violada amb programari fàcilment accessible en pocs minuts. Uns mesos més tard el IEEE va crear la nova correcció de seguretat 802.11i per a neutralitzar els problemes. Cap al 2003, l'Aliança Wi-Fi va anunciar que WEP havia estat reemplaçat per Wi-Fi Protected Access (WPA). Finalment en 2004, amb la ratificació de l'estàndard complet 802.11i (conegut com a WPA2), l'IEEE va declarar que tant WEP-40 com WEP-104 van ser revocats per presentar falles en el seu propòsit d'oferir seguretat. Malgrat les seves debilitats, WEP segueix sent utilitzat, ja que és sovint la primera opció de seguretat que es presenta als usuaris per les eines de configuració dels routers encara quan només proporciona un nivell de seguretat que pot dissuadir de l'ús sense autorització d'una xarxa privada, però sense proporcionar veritable protecció. Va ser desaprovat com un mecanisme de privadesa sense fils en 2004, però encara està documentat en l'estàndard actual.
WEP és de vegades interpretat erròniament com a Wireless Encryption Protocol.

## Detalls del Xifrat
WEP va ser inclòs com el mètode per a assegurar la privadesa de l'estàndard original IEEE 802.11 ratificat al setembre de 1999. WEP usa l'algorisme de xifrat RC4 per a la confidencialitat, mentre que el CRC-32 proporciona la integritat.
El RC4 funciona expandint una llavor ("seed" en anglès) per a generar una seqüència de nombres pseudoaleatoris de major grandària. Aquesta seqüència de nombres s'unifica amb el missatge mitjançant una operació XOR per a obtenir un missatge xifrat. Un dels problemes d'aquest tipus d'algorismes de xifrat és que no s'ha d'usar la mateixa llavor per a xifrar dos missatges diferents, ja que obtenir la clau seria trivial a partir dels dos textos xifrats resultants. Per a evitar això, WEP especifica un vector d'iniciació (IV) de 24 bits que es modifica regularment i es concatena a la contrasenya (a través d'aquesta concatenació es genera la llavor que serveix d'entrada a l'algorisme).
L'estàndard WEP de 64 bits utilitza una clau de 40 bits (també conegut com a WEP-40), que és enllaçat amb un vector d'iniciació de 24 bits (IV) per a formar la clau de trànsit RC4. Al mateix temps que l'estàndard WEP original estava sent dissenyat, van arribar de part del govern dels Estats Units una sèrie de restriccions entorn de la tecnologia criptogràfica, limitant la grandària de clau. Una vegada que les restriccions van ser aixecades, tots els principals fabricants a poc a poc van ser implementant un protocol WEP estès de 128 bits usant una grandària de clau de 104 bits (WEP-104).
Una clau WEP de 128 bits consisteix gairebé sempre en una cadena de 26 caràcters hexadecimals (0-9, a-f) introduïts per l'usuari. Cada caràcter representa 4 bits de la clau (4 x 26 = 104 bits). Afegint l'IV de 24 bits obtenim el que coneixem com a Clau WEP de 128 bits. Un sistema WEP de 256 bits està disponible per a alguns desenvolupadors, i com en el sistema anterior, 24 bits de la clau pertanyen a IV, deixant 232 bits per a la protecció. Consisteix generalment en 58 caràcters hexadecimals. (58 x 4 = 232 bits) 24 bits IV = 256 bits de protecció WEP.
La grandària de clau no és l'única limitació de WEP. Crackejar una clau llarga requereix interceptar més paquets, però hi ha maneres d'atac que incrementen el trànsit necessari. Hi ha altres debilitats en WEP, com per exemple la possibilitat de col·lisió d'IVs o els paquets alterats, problemes que no se solucionen amb claus més llargues.

## Autenticació
En el sistema WEP es poden utilitzar dos mètodes d'autenticació: Sistema Obert i Clau Compartida.
Per a més claredat parlarem de l'autenticació WEP en la manera d'Infraestructura (per exemple, entre un client WLAN i un Punt d'Accés), però es pot aplicar també a la manera Ad-Hoc.
En l'autenticació de Sistema Obert, el client WLAN no s'ha d'identificar en el Punt d'Accés durant l'autenticació. Així, qualsevol client, independentment de la seva clau WEP, pot verificar-se en el Punt d'Accés i després intentar connectar-se. En efecte, la no autenticació (en el sentit estricte del terme) ocorre. Després de l'autenticació i l'associació, el sistema WEP pot ser usat per a xifrar els paquets de dades. En aquest punt, el client ha de tenir les claus correctes.
En l'autenticació mitjançant Clau Compartida, WEP és usat per a l'autenticació. Aquest mètode es pot dividir en quatre fases:
I) L'estació client envia una petició d'autenticació al Punt d'Accés.
II) El punt d'accés envia de volta un text #modelar.
III) El client ha de xifrar el text #modelar usant la clau WEP ja configurada, i reenviar-lo al Punt d'Accés en una altra petició d'autenticació.
IV) El Punt d'Accés desxifra el text codificat i ho compara amb el text model que havia enviat. Depenent de l'èxit d'aquesta comparança, el Punt d'Accés envia una confirmació o una denegació. Després de l'autenticació i l'associació, WEP pot ser usat per a xifrar els paquets de dades.
A primera vista podria semblar que l'autenticació per Clau Compartida és més segura que l'autenticació sistemàticament Obert, ja que aquest no ofereix cap autenticació real. No obstant això, és possible esbrinar la clau WEP estàtica interceptant els quatre paquets de cadascuna de les fases de l'autenticació amb Clau Compartida. Per tant, és aconsellable usar l'autenticació de Sistema Obert per a l'autenticació WEP (noti's que ambdós mecanismes d'autenticació són febles).

## Defectes
El principal problema radica que no implementa adequadament el vector d'iniciació de l'algorisme RC4, ja que utilitza un enfocament directe i predictible per a incrementar el vector d'un paquet a un altre. A més existeix un problema amb la grandària dels vectores d'iniciació. A pesar que es poden generar molts vectores, la quantitat de trames que passen a través d'un punt d'accés és molt gran, cosa que fa que ràpidament es trobin dos missatges amb el mateix vector d'iniciació. Coneixent els IV utilitzats repetidament i aplicant tècniques relativament simples de desxifrat pugues finalment vulnerar-se la seguretat implementada. Augmentar les grandàries de les claus de xifrat augmenta el temps necessari per a trencar-ho, però no resulta impossible el desxifrat.
Per a atacar una xarxa Wi-Fi se solen utilitzar els cridats Packet sniffers i els WEP Crackers. Per a dur a terme aquest atac es captura una quantitat de paquets determinada (dependrà del nombre de bits de xifrat) mitjançant la utilització d'un Packet sniffer i després mitjançant un WEP cracker o key cracker es tracta de "trencar" el xifrat de la xarxa. Un key cracker és un programa basat generalment en matemàtiques estadístiques que processa els paquets capturats per a desxifrar la clau WEP. Trencar una clau més llarga requereix la intercepció de més paquets, però hi ha atacs actius que estimulen el trànsit necessari (enverinadors d'ARP).
Malgrat existir altres protocols de xifrat molt menys vulnerables i més eficaços, com poden ser el WPA o el WPA2, el protocol WEP segueix sent molt popular i possiblement el més utilitzat, és fàcil de configurar i qualsevol sistema amb l'estàndard 802.11 ho suporta. No obstant això no ocorre el mateix amb altres protocols, com WPA, que no és suportat per molts dispositius de xarxa antics. El maquinari modern passa llavors a utilitzar el model de seguretat WEP per a ser compatible amb maquinari de xarxa anteriors. Això es dona principalment en les videoconsoles amb connexió a Internet.
El cracking wep és l'acte de desxifrar la clau de xifrat d'una xarxa sense fil. El mètode més freqüent de cracking wep consisteix a posar la targeta sense fil en modalitat Monitor per tal de capturar paquets que s'emetin entre els ordinadors connectats a la xarxa. Un cop recol·lectats aquests paquets, se'n pot extraure la clau WEP.

## Evolucions
Usat per al xifrat de protocols de Tunneling (per exemple IPsec, o Secure SHell) pot proporcionar la transmissió d'informació segura sobre una xarxa insegura. No obstant això, les evolucions de WEP han estat desenvolupades amb l'objectiu de restaurar la seguretat de la xarxa sense fils.

### 802.11i (WPA i WPA2)
La solució recomanada per als problemes de seguretat WEP és canviar a WPA2 o WPA. Qualsevol és molt més segur que WEP. Per a utilitzar WPA o WPA2, alguns vells Punts d'Accés Wi-Fi podrien haver de ser substituïts o sotmetre'ls a una actualització de firmware.

### Altres alternatives

#### WEP2
WEP2 usa xifrat i vector d'iniciació de 128-bits. Aquesta millora de WEP va ser presentada després dels primers models 802.11i. Aquest es podia desenvolupar sobre alguns (no tots) tipus de maquinari que no eren capaços de manejar WPA o WPA2. S'esperava que eliminés la deficiència del duplicat d'IV així com atacs a les claus per força bruta. No obstant això, com encara es basava en l'algorisme de xifrat RC4, encara mantenia les mateixes vulnerabilitats que WEP.
Després que quedés clar que l'algorisme WEP era deficient i requeriria encara més correccions, tant WEP2 com l'algorisme original van ser deixats. Les dues longituds de clau ampliades van formar el que més avanci es coneixeria com a TKIP del WPA.

#### WEP Plus (WEP)
És una millora WEP desenvolupada per Agere Systems (anteriorment una filial de Lucent Technologies) que millora la seguretat WEP evitant "IV?s febles". Aquest protocol és completament eficaç únicament quan és usat a ambdós extrems de la connexió sense fils. Com això no és fàcil d'aconseguir, representa una seriosa limitació. És possible que tard o d'hora s'assoleixin atacs amb èxit al sistema WEP. A més a més no preveu necessàriament els atacs de replay.

#### WEP dinàmic
En aquest cas les claus WEP canvien de forma dinàmica. Cada estació utilitza dues claus: una d'assignació i una predeterminada.
La clau d'assignació es comparteix entre l'estació i el punt d'accés, i protegeix les trames unidifusió. La clau predeterminada és compartida per totes les estacions per a protegir les trames de difusió i multidifusió.
WEP de clau dinàmica ofereix avantatges significatius sobre les solucions de WEP amb clau estàtica. La més important es refereix al fet que redueix l'àmbit de cada clau. Les claus s'utilitzen amb menys freqüència i es redueix el compromís de la clau utilitzant-la parell protegir menys trànsit. Un altre avantatge és que a intervals periòdics les claus s'actualitzen en el punt d'accés.
És un sistema distribuït per algunes marques comercials com 3Com.
La idea del canvi dinàmic es va fer dintre de 802.11i com a part de TKIP, però no per a l'actual algorisme WEP.